# Docalidia breddini
Docalidia breddini är en insektsart som beskrevs av Nielson 1982. Docalidia breddini ingår i släktet Docalidia och familjen dvärgstritar. Inga underarter finns listade i Catalogue of Life.